# Pindaolie

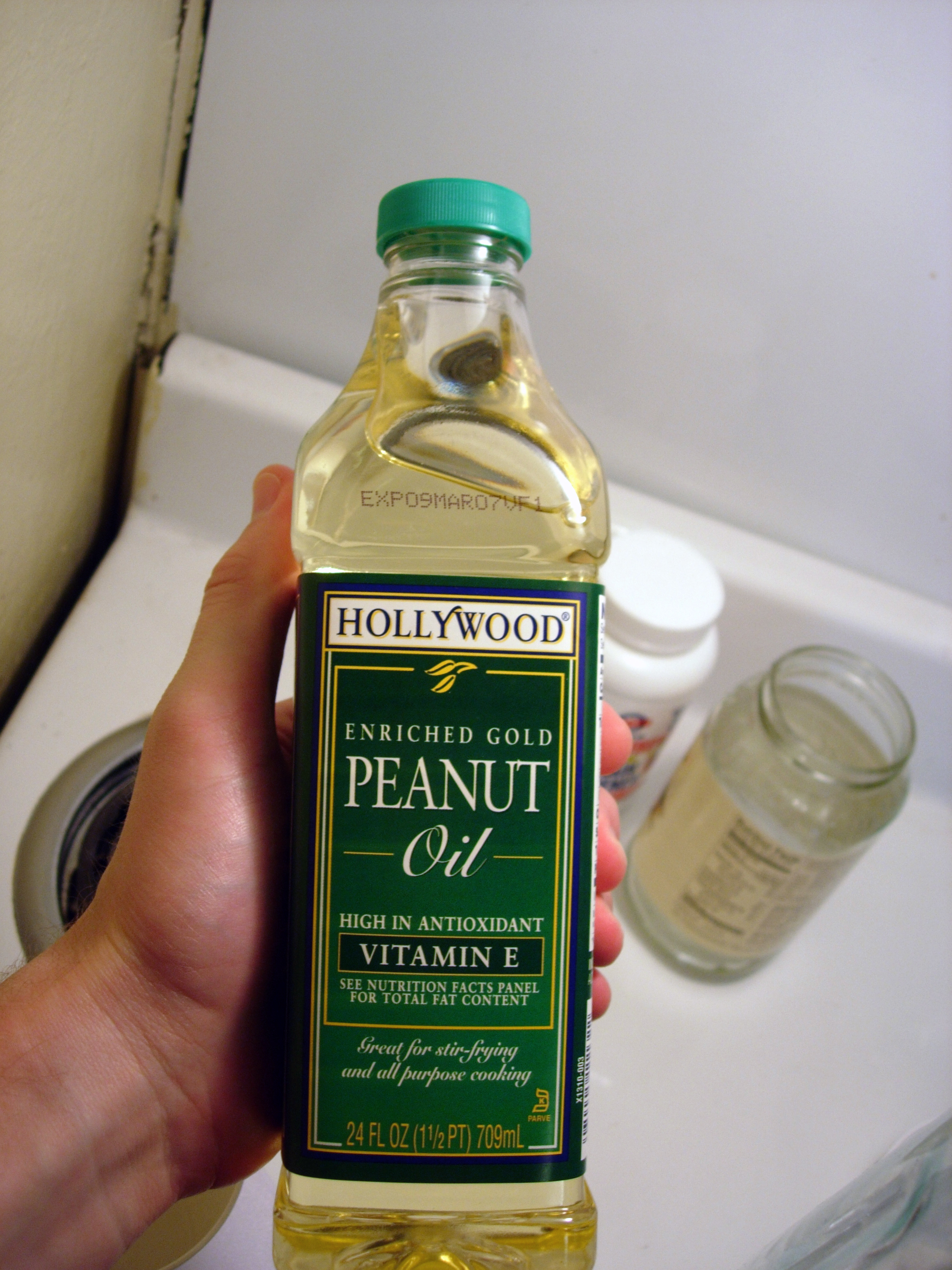
Een fles pindaolie

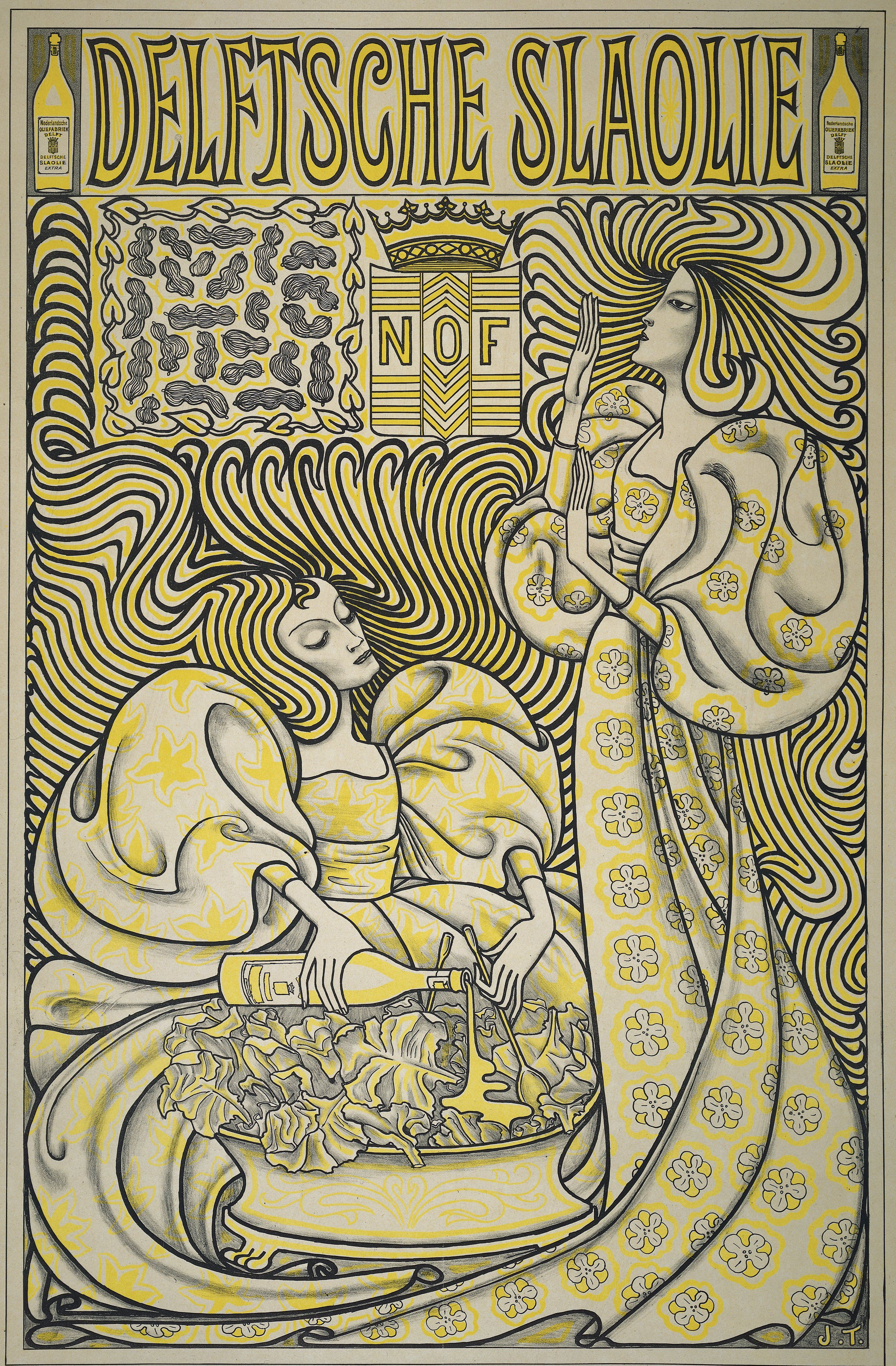
Een affiche met het gekroonde wapen van de Nederlandsche Olie Fabriek (N.O.F.), met links een decoratief vlak met pinda's, twee vrouwenfiguren met lange haren, tekst en flesjes slaolie aan weerszijden van de tekst. Ontworpen door Jan Toorop, 1894.

Pindaolie, arachideolie, aardnotenolie of grondnotenolie is plantaardige olie die uit pinda's wordt gewonnen. Deze olie is een heldere, lichtgekleurde, enigszins naar pinda's ruikende olie, die sterk kan worden verhit. Dat maakt de olie zeer geschikt voor roerbakken of frituren.

## Geschiedenis
Voor zover bekend begint de geschiedenis van de pinda in Zuid-Amerika. Handelaren van verschillende zeevarende naties brachten deze pinda's mee terug, en zo ook de Nederlandse zeevaarders. Terug in Nederland werd er olie van geperst waarna deze pindaolie werd verhandeld over de hele wereld. De Verenigde Staten was een van de grootse afnemers van de Nederlandse pindaolie voordat de pinda-industrie op eigen bodem op gang kwam.

## Houdbaarheid
Doordat pindaolie relatief weinig verzadigde vetzuren bevat, wordt deze niet snel rans en kan daardoor ook onder warme omstandigheden goed worden bewaard. De olie bevat ongeveer 17% verzadigde vetzuren, ruim 45% enkelvoudig onverzadigde vetzuren en ruim 30% meervoudig onverzadigde vetzuren.

## Wereldproductie
| Topproducenten van pindaolie 2018 | Topproducenten van pindaolie 2018 |
| Land                              | Productie (ton)                   |
| --------------------------------- | --------------------------------- |
| China                             | 1.821.000                         |
| India                             | 1.540.976                         |
| Nigeria                           | 364.100                           |
| Myanmar                           | 252.465                           |
| Soedan                            | 177.800                           |
| Senegal                           | 175.900                           |
| Guinee                            | 110.000                           |
| Argentinië                        | 102.700                           |
| Verenigde Staten                  | 97.000                            |
| Ghana                             | 70.218                            |
| Tsjaad                            | 64.000                            |
| Brazilië                          | 63.600                            |

## Varia
De Nederlandsche Olie Fabriek (N.O.F.) in Delft (later Calvé) bracht als reclamemateriaal in 1926-1927 een boekenreeks uit van vijf geïllustreerde boekjes, geschreven en geïllustreerd door Johan Fabricius, met als titel De wondere avonturen van Arretje Nof. De voornaam van hoofdpersoon 'Arretje' is afgeleid van het product arachideolie, waar de frituurolie 'Delfia' en de margarine 'Delfrite' van werden gemaakt. Het oorspronkelijke recept voor Arretjescake komt dan ook van die fabriek.
Borageolie · Castorolie (Wonderolie) · Jatrophaolie · Katoenzaadolie · Kokosolie · Koolzaadolie · Lijnzaadolie · Maisolie · Olijfolie · Palmolie · Palmpitolie · Pindaolie · Raapolie · Rijstolie · Saffloerolie · Sesamolie · Sojaolie · Teunisbloemolie · Walnootolie · Zonnebloemolie